# Ślinikowate
Ślinikowate, śliniki (Arionidae) – rodzina nagich ślimaków trzonkoocznych (Stylommatophora), podobnych do pomrowiowatych, od których zewnętrznie różnią się położeniem otworu oddechowego oraz obecnością, położonej nad tylną krawędzią stopy, trójkątnej jamki gromadzącej śluz. Ślinikowate mają wydłużone ciało o długości do 250 mm, bez kila. Muszli brak bądź jest zredukowana do kilku wapiennych płytek lub kryształków całkowicie ukrytych pod płaszczem. Otwór oddechowy leży w przedniej połowie krawędzi płaszcza. Występują w krainie nearktycznej i palearktycznej, przy czym większość gatunków na Półwyspie Iberyjskim. W zapisie kopalnym znane są z miocenu. Są wszystkożerne, często spotykane na grzybach kapeluszowych.
Rodzina obejmuje ponad 40 gatunków. W Polsce występuje 8.

## Systematyka
W obrębie rodziny Arionidae wyróżniono następujące rodzaje:
- Arion A. Férussac, 1819
- Ariunculus Lessona, 1881
- Carinacauda W.P. Leonard, Chichester, Richart & T.A. Young, 2011
- Geomalacus Allman, 1843
- Kootenaia W.P. Leonard, Chichester, Baugh & Wilke, 2003
- Letourneuxia Bourguignat, 1866
- Nipponarion Yamaguchi & Habe, 1955
- Securicauda W.P. Leonard, Chichester, Richart & T.A. Young, 2011
- Staala Ovaska, Chichester & Sopuck, 2010

Rodzajem typowym rodziny jest Arion.